# 천하량전
《천하량전》(중국어 간체자: 天下粮田, 정체자: 天下糧田, 병음: Tiān xià liáng tián 톈샤량톈[*])은 중국의 드라마이다.